# Svarttjärnen (Arvidsjaurs socken, Lappland, 730185-169640)
Svarttjärnen är en sjö i Arvidsjaurs kommun i Lappland och ingår i Piteälvens huvudavrinningsområde. Sjöns area är 0,016 kvadratkilometer och den befinner sig 350 meter över havet.